# 豊橋電気軌道1形電車
豊橋電気軌道1形電車（とよはしでんききどう1かたでんしゃ）は、豊橋鉄道の前身会社の豊橋電気軌道が製造した路面電車用の電車である。
1925年（大正14年）に、市内線（東田本線）の開業にあわせて運用を開始し、豊橋電気軌道が豊橋鉄道と社名を変えた後の1957年（昭和32年）まで使用された。開業時の形式称号は1形であったが、1953年（昭和28年）にモハ100形に変更されている。

## 登場
豊橋市内線の豊橋駅前（現・駅前停留場）- 神明 - 札木十字路、神明 - 柳生橋間の開業にあわせ、1925年（大正14年）に日本車輌製造で6両（車両番号は1から6まで）が製造され、7月14日に運転を開始した。1926年（大正15年）5月には4両（車両番号は7から10まで）が追加された。
車両は木造・木骨車体の低床単車で、屋根はシングルルーフの丸屋根構造。車体側面には前後2か所の乗降用ドアと6枚の窓が並び、各窓の上には明り窓が設置されていた。車両前面の運転台窓は3枚あり、右の窓の上には行き先を示す方向幕、中央の窓の上には丸い終電表示窓が取り付けられた。登場時の集電装置にはトロリーポールが使用され、車両の前後には救助網が装備されていた。塗装はマルーン一色であった。
登場当初、市民からはスマートでデラックスな姿として人気の的となった。当時の他の地域を走る路面電車車両は、オープンデッキでダブルルーフ構造の電車が多く見られたため、この電車は豪華な車両として認識され、開業直前には「トテも乗心地の好い電車」という見出しの記事で新聞報道されていた。

## 廃車まで
太平洋戦争末期の1945年（昭和20年）の豊橋空襲では電線路に甚大な被害をもたらしたものの、1形電車は全車焼失することはなかった。終戦後、被害に遭った路線が順次復旧していくなか、1946年（昭和21年）6月より、豊橋電気軌道と鉄道省名古屋工機部とで結ばれた委託調弁契約に基づき、1形電車は日本車輌製造や国鉄豊川分工場にて順次修繕工事が実施された。この修繕工事では車体の締め直しが実施され、同時に側面の明り窓が埋められた。また、車体の塗装はこれまでのマルーン一色から明るい青一色を経て緑と黄のツートーンへと塗り替えられた。
1949年（昭和24年）に中古車両のモハ200形が運行を開始するが、開業時からこのときまで市内線ではこの1形電車のみが使用されていた。他形式の増備が進んだ1953年（昭和28年）11月19日付で車両番号の変更が行われ、車両番号はそれまでの1-10から101-110に変更された。社名が豊橋鉄道に改称された1954年（昭和29年）の8月から10月にかけて市内電車車両の集電装置更新が実施されたため、集電装置はトロリーポールからビューゲルへ取替えられた。
しかし木造木骨車体ゆえ老朽化が進行しており、名古屋市電から車両（モハ500形）を購入したのにあわせ、1957年（昭和32年）12月1日付で全車廃車となり解体された。

## 主要諸元
廃車時点の諸元を示す。
- 製造者：日本車輌製造
- 定員：40人（座席定員 20人）
- 自重：9.14トン
- 最大寸法
  - 長：7,924mm
  - 幅：2,080mm
  - 高：3,426mm
- 台車：日本車輌製造製 ブリル21-E系（低床台車、車輪径 660mm）
- 軸距：1,980mm
- 電動機：MB-74-L（30馬力） 2個
- 歯車比：4.46
- 駆動方式：吊り掛け駆動方式